# میک چانون
میک چانون (به انگلیسی: Mick Channon) زادهٔ ۲۸ نوامبر ۱۹۴۸ بازیکن فوتبال اهل انگلستان بود که سابقهٔ بازی در تیم ملی فوتبال انگلستان را در کارنامهٔ خود دارد. وی در تاریخ ۱۱ اکتبر ۱۹۷۲ نخستین بازی ملی خود را در مقابل تیم ملی فوتبال یوگسلاوی انجام داد و با حضور در ۴۶ بازی ملی، در تاریخ ۷ سپتامبر ۱۹۷۷ واپسین بازی ملی‌اش را در برابر تیم ملی فوتبال سوئیس برگزار کرد.
این بازیکن توانسته در بازی‌های ملی، ۲۱ گل به ثمر برساند.